# Nátrium-klorid-oldat
A nátrium-klorid vizes oldatának fizika és fizikai-kémiai tulajdonságai SI mértékegységrendszerben, az
IUPAC General Chemistry terminológiai előírásai alapján. Az értékek 100-zal való szorzásával a százalék mértékegységhez jutunk.

## Sűrűség

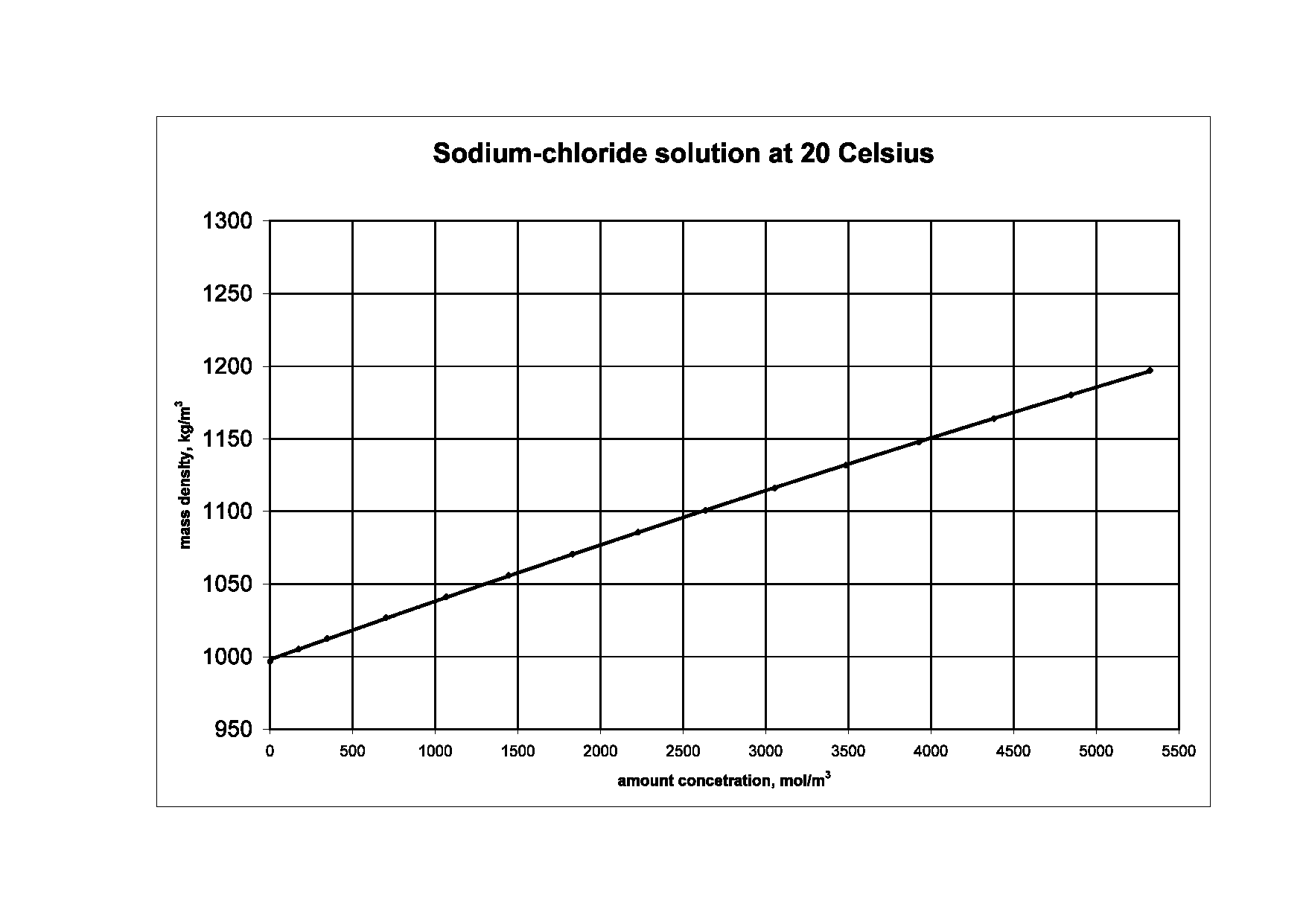
Koncentráció–sűrűség

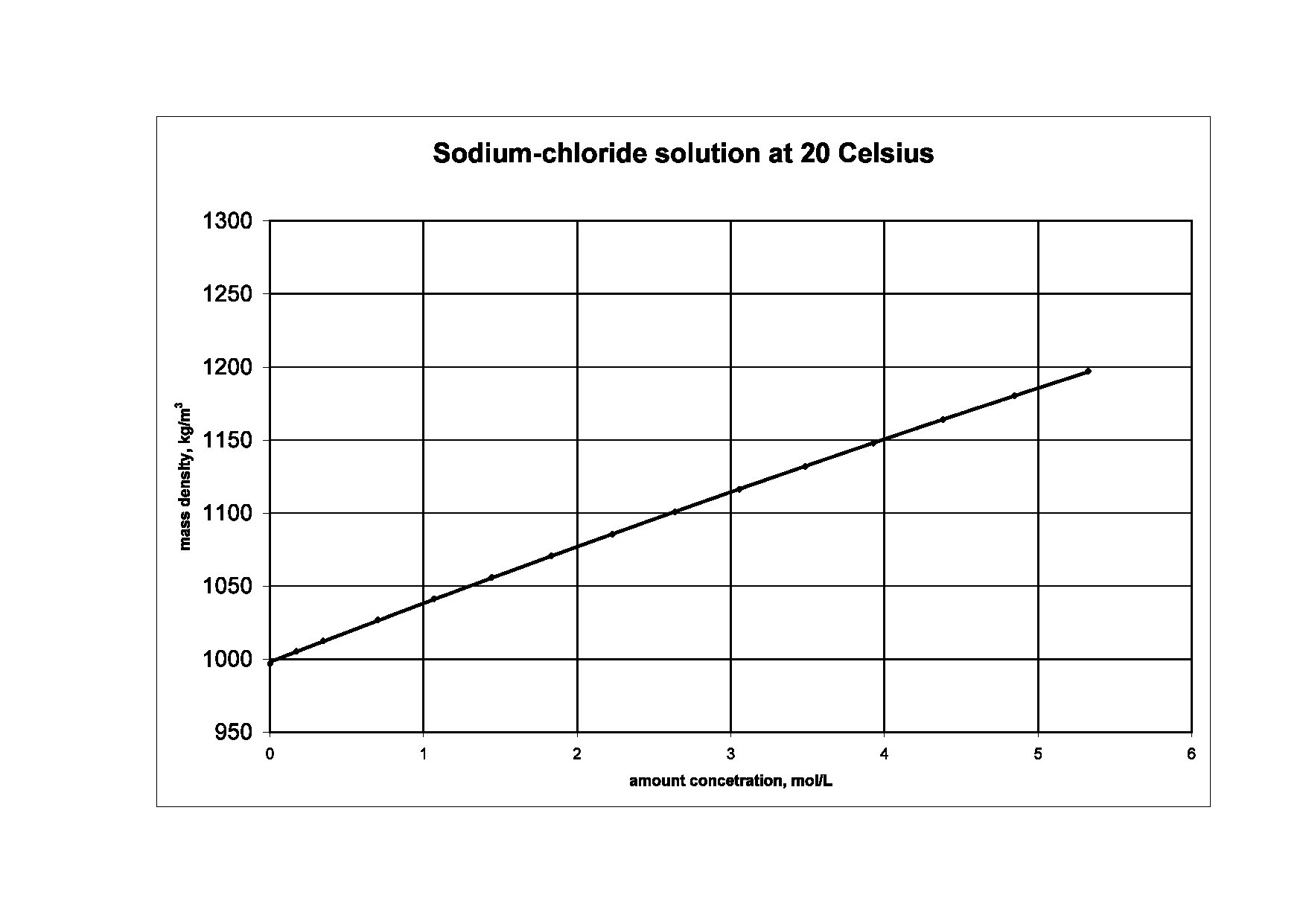
koncentráció–sűrűség, literre

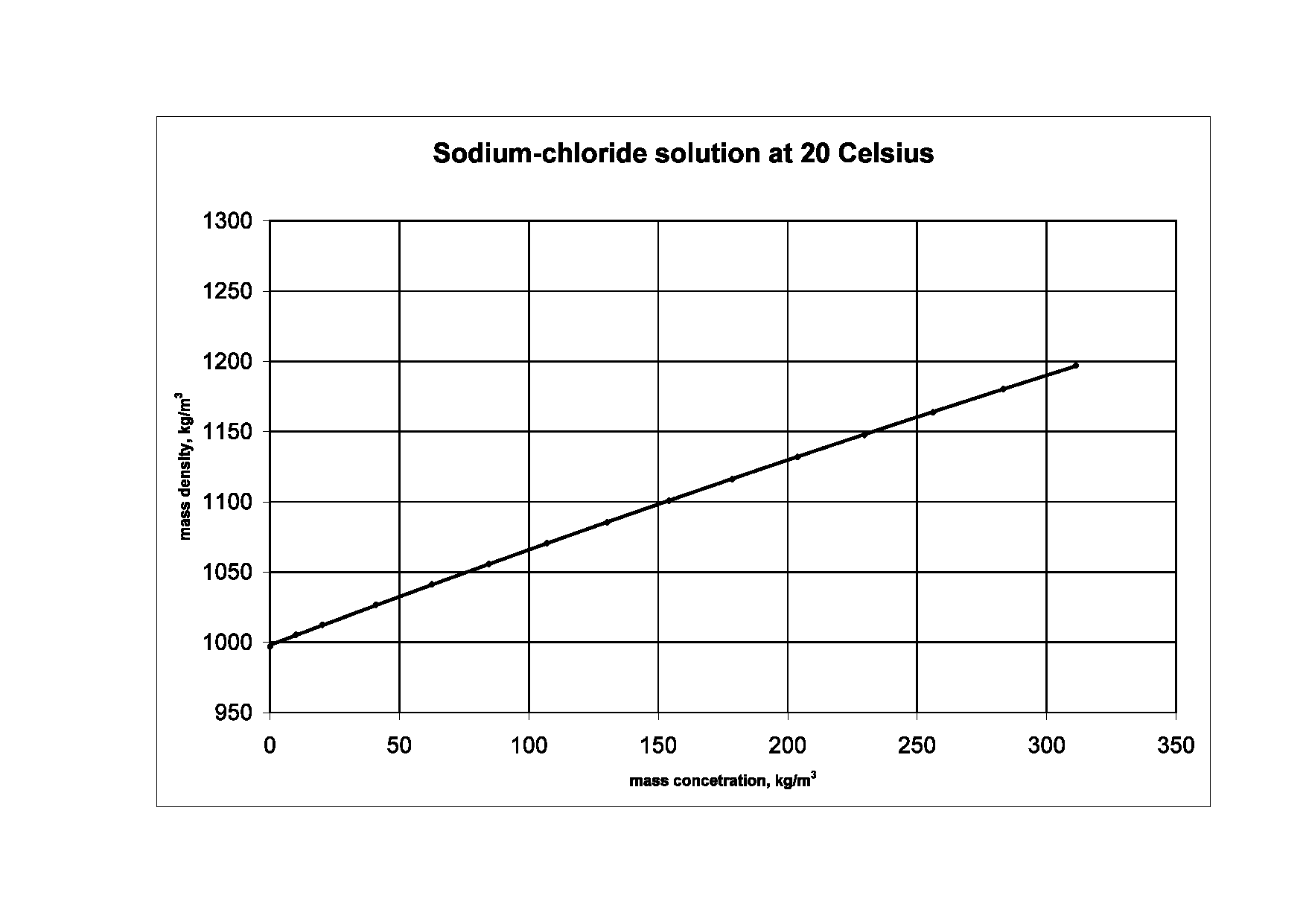
tömegkoncentráció–sűrűség

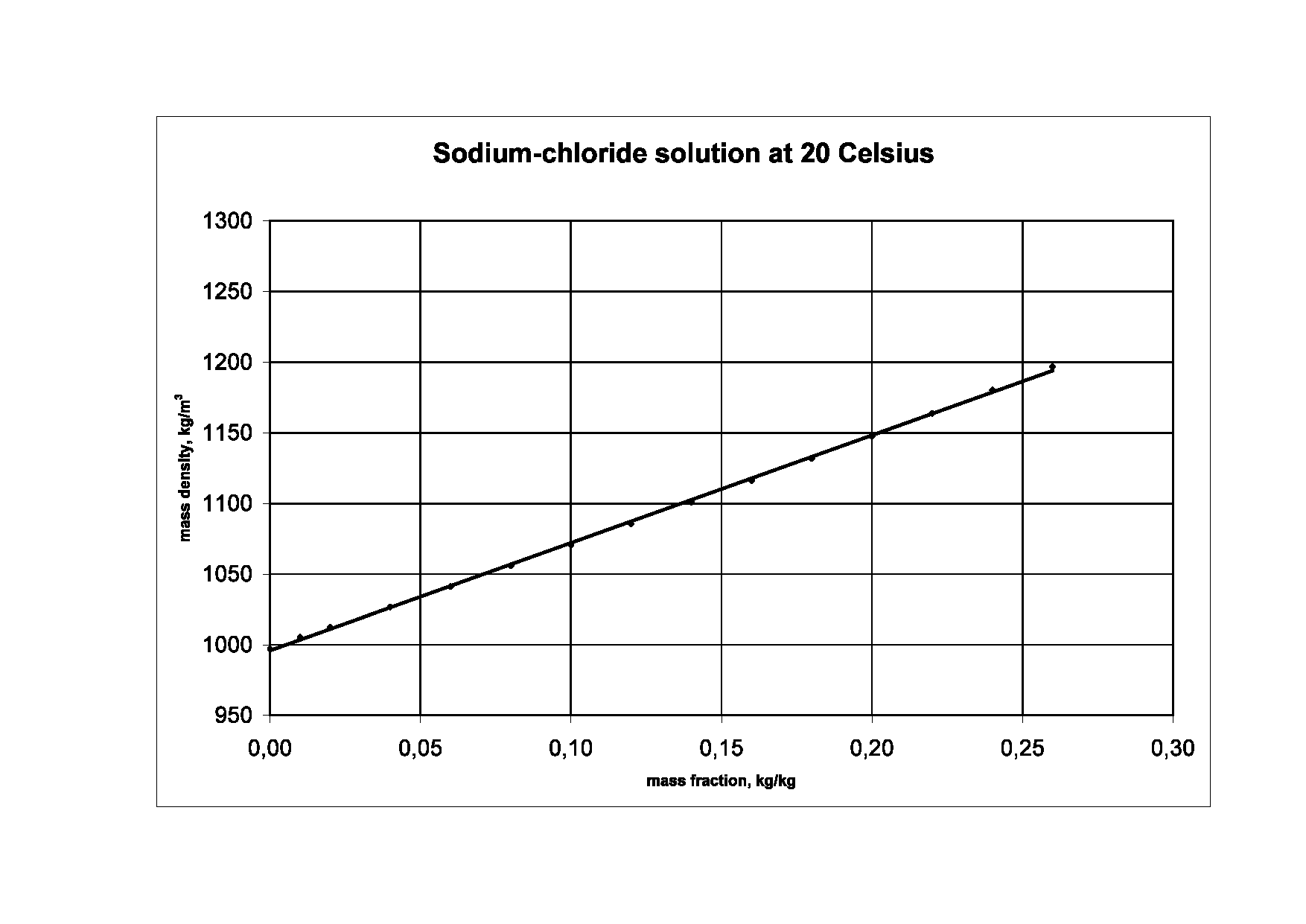
tömegtört–sűrűség ábra

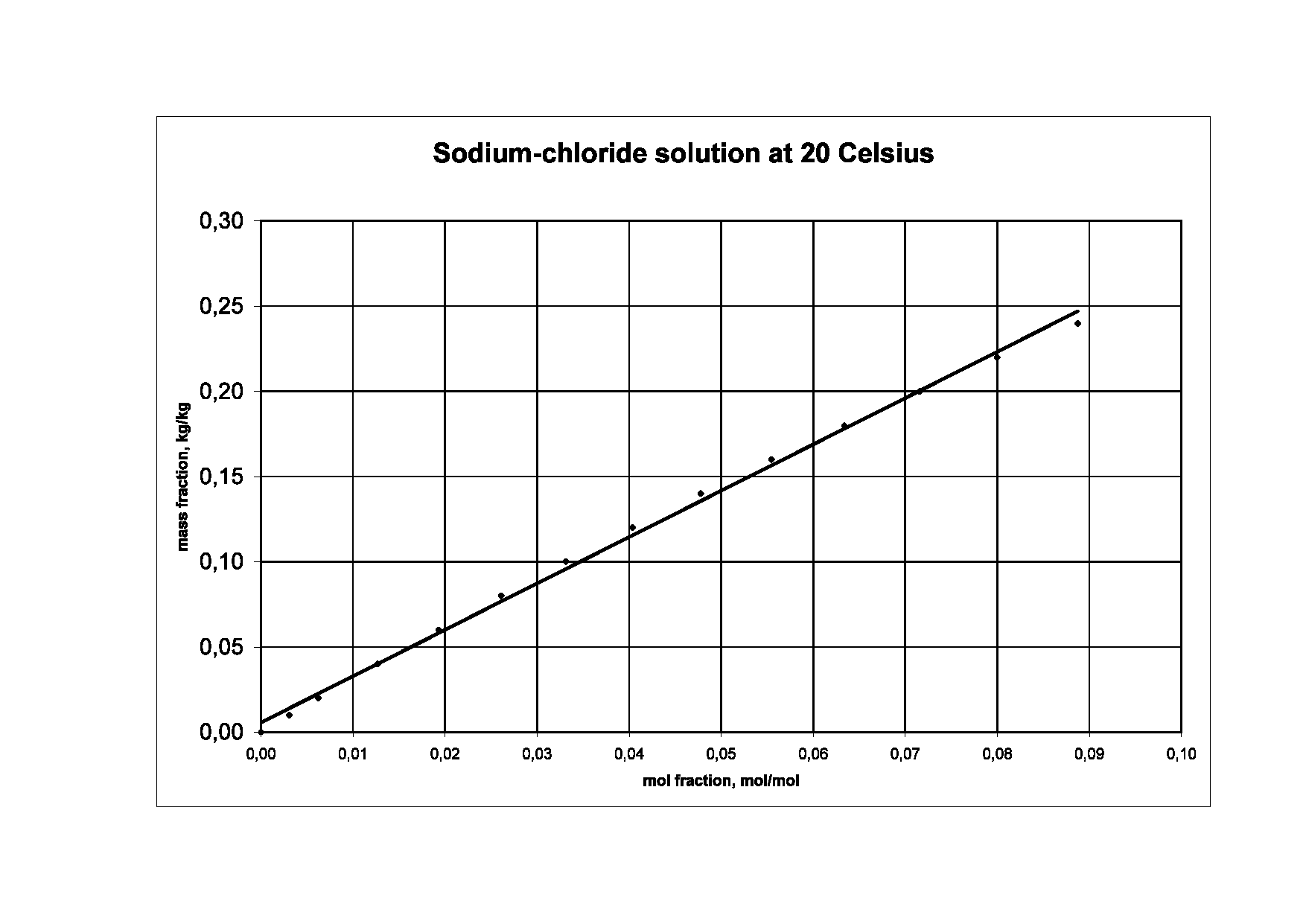
móltört–tömegtört ábra

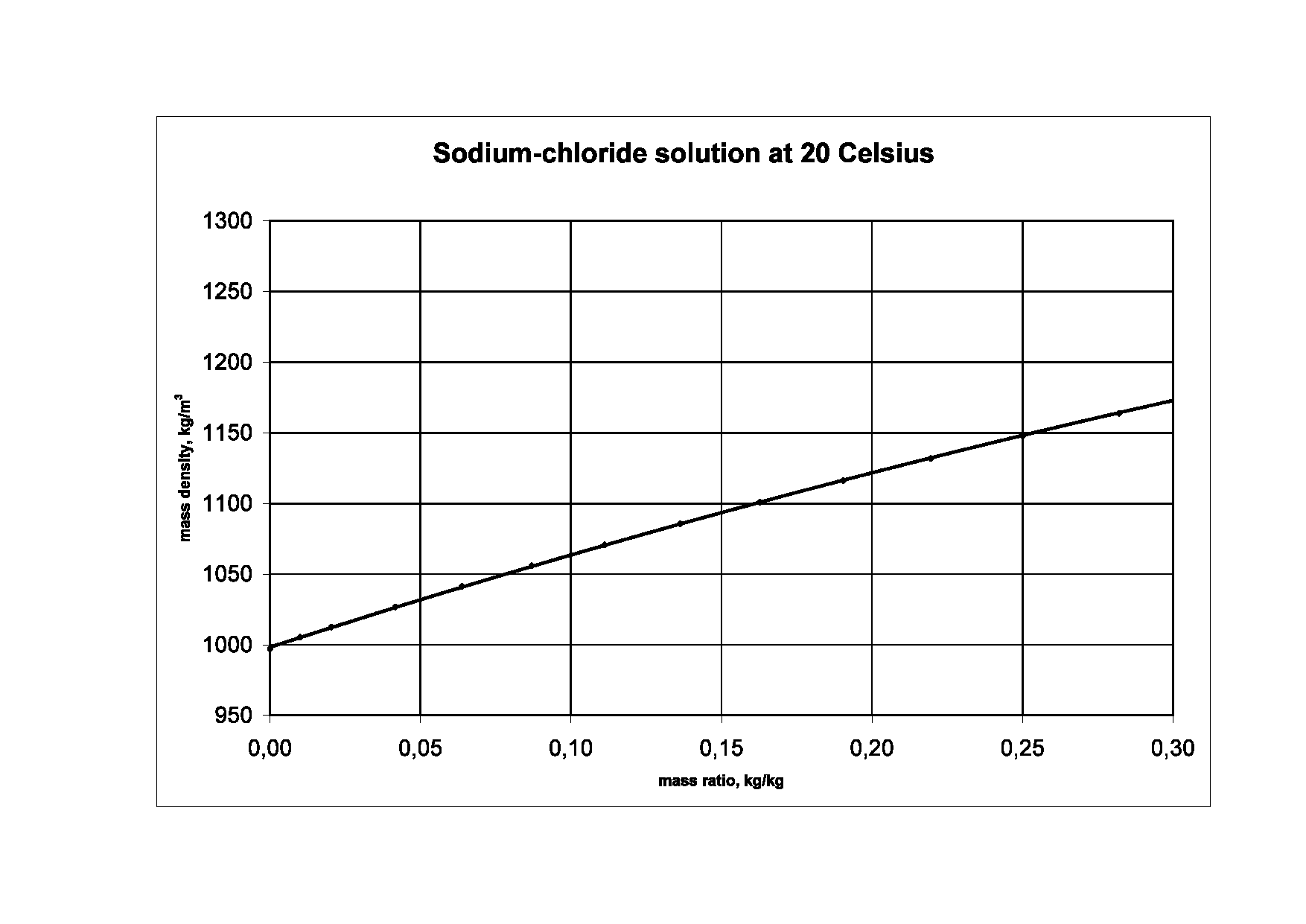
tömegarány–sűrűség ábra

| sűrűség                  | tömegtört | móltört | tömegkoncentráció | koncentráció | koncentráció | tömegarány | összetétel | összetétel |
| oldatra                  | oldatra   | oldatra | oldatra           | oldatra      | oldatra      | oldószerre | oldószerre | oldószerre |
| ------------------------ | --------- | ------- | ----------------- | ------------ | ------------ | ---------- | ---------- | ---------- |
| kg/m³                    | kg/kg     | mol/mol | kg/m³             | mol/m³       | mol/L        | kg/kg      | kg/m³      | kg/L       |
| 997,0                    | 0,00      | 0,00    | 0,00              | 0,00         | 0,00         | 0,00       | 0,00       | 0,00       |
| 1005,34                  | 0,01      | 0,0031  | 10,05             | 172,0        | 0,172        | 0,0101     | 10,08      | 0,0101     |
| 1012,46                  | 0,02      | 0,0063  | 20,25             | 346,5        | 0,346        | 0,0204     | 20,37      | 0,0204     |
| 1026,80                  | 0,04      | 0,0127  | 41,07             | 702,8        | 0,703        | 0,0417     | 41,59      | 0,0416     |
| 1041,27                  | 0,06      | 0,0193  | 62,48             | 1069,0       | 1,069        | 0,0638     | 63,71      | 0,0637     |
| 1055,89                  | 0,08      | 0,0261  | 84,47             | 1445,4       | 1,445        | 0,0870     | 86,80      | 0,0868     |
| 1070,68                  | 0,10      | 0,0331  | 107,07            | 1832,0       | 1,832        | 0,1111     | 110,91     | 0,1109     |
| 1085,66                  | 0,12      | 0,0403  | 130,28            | 2229,2       | 2,229        | 0,1364     | 136,12     | 0,1361     |
| 1100,85                  | 0,14      | 0,0478  | 154,12            | 2637,1       | 2,637        | 0,1628     | 162,50     | 0,1625     |
| 1116,21                  | 0,16      | 0,0555  | 178,59            | 3055,9       | 3,056        | 0,1905     | 190,13     | 0,1901     |
| 1131,90                  | 0,18      | 0,0634  | 203,74            | 3486,2       | 3,486        | 0,2195     | 219,12     | 0,2191     |
| 1147,79                  | 0,20      | 0,0715  | 229,56            | 3927,9       | 3,928        | 0,2500     | 249,55     | 0,2496     |
| 1163,95                  | 0,22      | 0,0800  | 256,07            | 4381,5       | 4,382        | 0,2821     | 281,54     | 0,2815     |
| 1180,40                  | 0,24      | 0,0887  | 283,30            | 4847,4       | 4,847        | 0,3158     | 315,22     | 0,3152     |
| 1197,07                  | 0,26      | 0,0977  | 311,26            | 5325,9       | 5,326        | 0,3514     | 350,72     | 0,3507     |
| 1197,78                  | 0,264     | 0,0994  | 315,53            | 5398,9       | 5,399        | 0,3580     | 357,36     | 0,3574     |
| telített oldat           |           |         |                   |              |              |            |            |            |
| 2165,00                  | 1,00      | 1,00    | 2165,00           | 37044,6      | 37,0446      | ∞          | ∞          | ∞          |
| vízmentes nátrium-klorid |           |         |                   |              |              |            |            |            |

## Térfogat
Vizsgáljuk meg, mekkora lehet a 20% tömegtörtű sóoldat térfogata. A komponensek például:
| komponens | tömeg  | sűrűség       | térfogat        |
| NaCl      | 0,2 kg | 2165 kg/m3    | 92,166 10−6 m³  |
| H2O       | 0,8 kg | 998 kg/m3     | 801,603 10−6 m³ |
| összeg    | 1 kg   |               | 893,769 10−6 m³ |
|           |        |               |                 |
| komponens | tömeg  | sűrűség       | térfogat        |
| oldat     | 1 kg   | 1147,79 kg/m3 | 871,239 10−6 m³ |

Az oldat térfogata kisebb, mint a komponensek összeadásából számítható térfogat. Ennek magyarázata, hogy a nátrium-klorid ionos oldat. A valóságos oldatban a nátrium- és a kloridionokhoz négy-négy vízmolekula kapcsolódik a Coulomb-erők hatására, polaritástól függően. Ezért az oldat térfogata kisebb, mint ami a kiinduló komponensek térfogatából számítható lenne.
A moláris térfogatcsökkenés képlete:
{\displaystyle V^{E}={\frac {x_{1}M_{1}+x_{2}M_{2}}{\rho }}-(x_{1}V_{1}+x_{2}V_{2})}
Ahol x1 és x2 a komponensek móltörtje, M1 és M2 a moláris tömegük; V1 és V2 a moláris térfogatuk, ρ az oldat sűrűsége

## Számítási módszerek
A tömegarány (mass ratio) számítása a tömegtörtből (mass fraction):
{\displaystyle \zeta ={\frac {w}{1-w}}} (oldószerre)
Tömegtört a tömegarányból:
{\displaystyle w={\frac {1}{\zeta +1}}} (oldatra)
Mólarány (amount of substance ratio) a móltörtből (amount fraction):
{\displaystyle r={\frac {x}{1-x}}} (oldószerre)
Móltört a mólarányból:
{\displaystyle x={\frac {r}{r+1}}} (oldatra)
Móltört a tömegtörtből:
{\displaystyle x_{1}={\frac {\frac {w_{1}}{M_{1}}}{{\frac {w_{1}}{M_{1}}}+{\frac {1-w_{1}}{M_{2}}}}}}
ahol x1 az első komponens (az oldott anyag) móltörtje, w1 az első komponens tömegtörtje, M1 az első komponens moláris tömege, M2 a második komponens (az oldószer) moláris tömege.
A γ tömegkoncentrációt a w tömegtörtből az oldat ρ sűrűségével számíthatjuk:
{\displaystyle \gamma =w_{1}\rho _{oldat}}, majd ebből az anyagmennyiség-koncentrációt az oldott anyag moláris tömegével: {\displaystyle c_{1}={\frac {w_{1}\rho _{oldat}}{M_{1}}}}
A γ tömegkoncentráció (mass concentration) az oldott anyag tömegének és az egész oldat térfogatának hányadosa. A kémiában szokásos ezt a hányadost csak az oldószer térfogatára számítani (angolul: mass per volume ratio). SI-mértékegysége mindkettőnek kg/m³. Tekinteve, hogy a moláris térfogatcsökkenés értéke általában ismeretlen, ezen mennyiségek mérőszámát egymásba átszámítani eléggé körülményes.
Az adatok jelentős része molalitás mértékegységében található: az oldott anyag anyagmennyisége osztva az oldószer tömegével, mol/kg. Ezt a víz sűrűségével szorozva a koncentrációhoz hasonló mennyiséget kapunk: mol/m³ (a nevezőben itt az oldószer térfogata szerepel). Ebből a valóságos koncentráció csak akkor számítható, ha ismerjük az oldásnál létrejövő térfogatváltozást.
Az m molalitást r mólarányba az oldószer M moláris tömegével számíthatjuk át
{\displaystyle r={\frac {m}{M}}}, ebből a móltört a fenti képlettel számítható

## Törésmutató
Az adatok forrása: (Topac Inc.)
| tömegtört      | Brix * | törésmutató | tömegkoncentráció | koncentráció | koncentráció | móltört |
| -------------- | ------ | ----------- | ----------------- | ------------ | ------------ | ------- |
| kg/kg          | %      | nD          | kg/m³             | mol/m³       | mol/L        | mol/mol |
| 0,000          | 0,000  | 1,3330      | 0,0               | 0,0          | 0,0000       | 0,0000  |
| 0,010          | 0,013  | 1,3348      | 10,1              | 172,0        | 0,1720       | 0,0031  |
| 0,020          | 0,025  | 1,3366      | 20,2              | 346,5        | 0,3465       | 0,0063  |
| 0,030          | 0,037  | 1,3383      | 30,6              | 523,3        | 0,5233       | 0,0094  |
| 0,040          | 0,048  | 1,3400      | 41,1              | 702,8        | 0,7028       | 0,0127  |
| 0,050          | 0,060  | 1,3418      | 51,7              | 884,5        | 0,8845       | 0,0160  |
| 0,060          | 0,072  | 1,3435      | 62,5              | 1069,0       | 1,0690       | 0,0193  |
| 0,070          | 0,084  | 1,3453      | 73,4              | 1255,8       | 1,2558       | 0,0227  |
| 0,080          | 0,095  | 1,3470      | 84,5              | 1445,4       | 1,4454       | 0,0261  |
| 0,090          | 0,106  | 1,3488      | 95,7              | 1637,4       | 1,6374       | 0,0296  |
| 0,100          | 0,117  | 1,3505      | 107,1             | 1832,0       | 1,8320       | 0,0331  |
| 0,110          | 0,128  | 1,3523      | 118,6             | 2029,6       | 2,0296       | 0,0367  |
| 0,120          | 0,149  | 1,3541      | 130,3             | 2229,2       | 2,2292       | 0,0403  |
| 0,130          | 0,151  | 1,3558      | 142,1             | 2431,9       | 2,4319       | 0,0440  |
| 0,140          | 0,161  | 1,3576      | 154,1             | 2637,1       | 2,6371       | 0,0478  |
| 0,150          | 0,172  | 1,3594      | 166,3             | 2845,1       | 2,8451       | 0,0516  |
| 0,160          | 0,184  | 1,3612      | 178,6             | 3055,9       | 3,0559       | 0,0555  |
| 0,170          | 0,195  | 1,3630      | 191,1             | 3269,8       | 3,2698       | 0,0594  |
| 0,180          | 0,206  | 1,3648      | 203,7             | 3486,2       | 3,4862       | 0,0634  |
| 0,190          | 0,217  | 1,3666      | 216,6             | 3705,5       | 3,7055       | 0,0674  |
| 0,200          | 0,227  | 1,3684      | 229,6             | 3927,9       | 3,9279       | 0,0715  |
| 0,210          | 0,238  | 1,3703      | 242,7             | 4152,7       | 4,1527       | 0,0757  |
| 0,220          | 0,249  | 1,3721      | 256,1             | 4381,5       | 4,3815       | 0,0800  |
| 0,230          | 0,260  | 1,3740      | 269,5             | 4612,0       | 4,6120       | 0,0843  |
| 0,240          | 0,271  | 1,3759      | 283,3             | 4847,4       | 4,8474       | 0,0887  |
| 0,250          | 0,281  | 1,3778      | 297,0             | 5081,9       | 5,0819       | 0,0932  |
| 0,260          | 0,292  | 1,3797      | 311,3             | 5325,9       | 5,3259       | 0,0977  |
| 0,264          | 0,296  | 1,3804      | 316,7             | 5419,8       | 5,4198       | 0,0996  |
| telített oldat |        |             |                   |              |              |         |

- Brix: a cukorrefraktométer által mutatott érték

## Viszkozitás

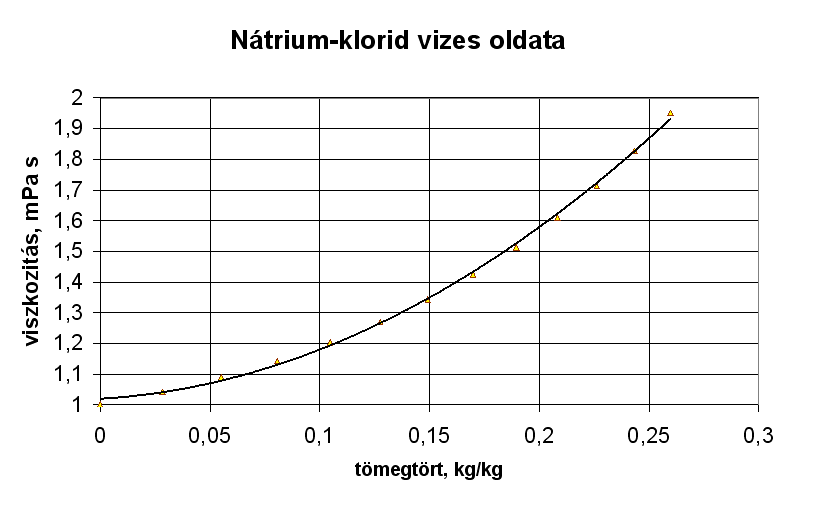
A viszkozitás az összetételi arány függvényében

Adatok J. Phys. Chem. Ref. Data. szerint 20 °C-on és atmoszferikus nyomáson:
| molalitás | tömegtört | dinamikai viszkozitás | kinematikai viszkozitás |
| --------- | --------- | --------------------- | ----------------------- |
| mol/kg    | kg/kg     | mPa s                 | 10−6 m²/s               |
| 0         | 0         | 1,002                 | 1,0037                  |
| 0,5       | 0,028     | 1,0432                | 1,0244                  |
| 1         | 0,052     | 1,0903                | 1,0506                  |
| 1,5       | 0,081     | 1,1435                | 1,0824                  |
| 2         | 0,105     | 1,2032                | 1,1198                  |
| 2,5       | 0,127     | 1,2697                | 1,1629                  |
| 3         | 0,150     | 1,3432                | 1,2117                  |
| 3,5       | 0,170     | 1,4242                | 1,2663                  |
| 4         | 0,190     | 1,5129                | 1,3269                  |
| 4,5       | 0,0208    | 1,6097                | 1,3934                  |
| 5         | 0,226     | 1,7148                | 1,4661                  |
| 5,5       | 0,243     | 1,8284                | 1,5448                  |
| 6         | 0,260     | 1,9508                | 1,6297                  |

Oldatok viszkozitásának becslését (excess viscosity) a következő egyenlettel lehet számítani:
{\displaystyle \eta ^{E}=\eta _{12}-(x_{1}\eta _{1}+x_{2}\eta _{2})}
ahol x a komponensek móltörtje és η a dinamikai viszkozitási együtthatója

## Felületi feszültség

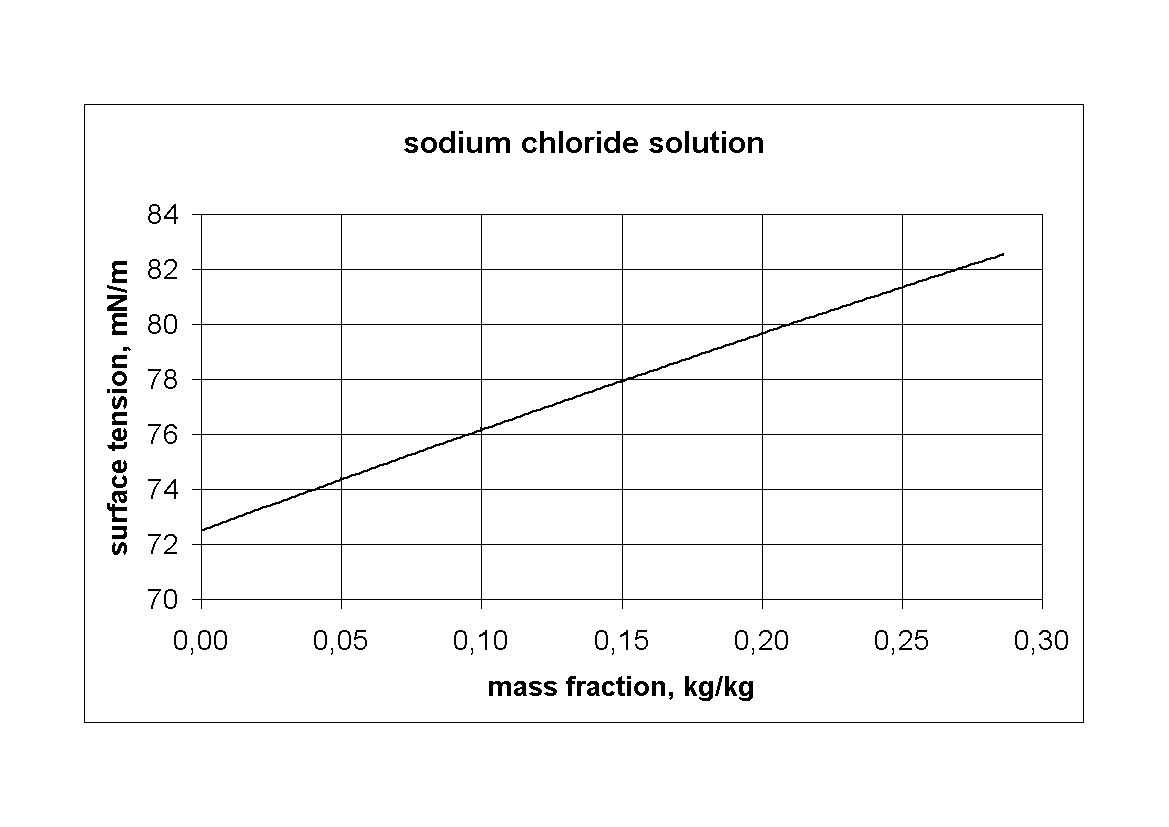
A felületi feszültség az összetételi arány függvényében

szerint nullától 3,13 mólos oldatig növelve az összetételi arányt, 72,1-ről 77,7 mN/m-re növekszik az oldat felületi feszültsége. Mérését a  ismerteti
További adatok a wikipédiában: 6 mólos oldatnál (6 mól per liter) 82,55 mN/m, illetve   alapján
| felületi feszültség                                          | tömegtört | tömegkoncentráció | koncentráció |
| ------------------------------------------------------------ | --------- | ----------------- | ------------ |
| mN/m                                                         | kg/kg     | kg/m3             | mol/m3       |
| 72,5                                                         | 0,00      | 0,0               | 0            |
| 74,4                                                         | 0,05      | 51,7              | 884          |
| 76,2                                                         | 0,10      | 107,1             | 1832         |
| 77,9                                                         | 0,15      | 166,3             | 2845         |
| 79,7                                                         | 0,20      | 229,6             | 3928         |
| 81,4                                                         | 0,25      | 297,2             | 5085         |
| 81,8                                                         | 0,264     | 312,8             | 5325         |
| telített oldat (atmoszferikus nyomáson, 20 °C hőmérsékleten) |           |                   |              |

## Fajlagos hőkapacitás
Fajlagos hőkapacitás és viszkozitás: (grafikus formában), ennek értelmében 4300 J/kg K-től 3300 J/kg K-ig csökken, a tömegtört függvényében a telített oldatig